# TrIIIple Towers
Las TrIIIple Towers es un complejo de edificios residenciales de gran altura situado en el distrito Landstraße de Viena. Construido entre 2017 y 2021, el complejo consta de tres torres, teniendo la más alta 120 metros de altura, con 35 pisos, siendo a fecha de 2024 el décimo edificio más alto de Austria. En 2022, recibieron dos premios CTBUH Skyscraper Awards en las categorías «Sistemas» y «Mejor Edificio Residencial/Hotel».

## Descripción
El complejo está ubicado en el Canal del Danubio en el tercer distrito de Viena (distrito de Erdberg). El complejo de edificios consta de tres torres, con una superficie útil de unos 70000 metros cuadrados.
Las Torres TrIIIple fueron diseñadas por el equipo de arquitectos Henke Schreieck. El proyecto fue desarrollado por los socios del proyecto SORAVIA y ARE Development en cooperación con la ciudad de Viena, en el sitio de la antigua oficina principal de aduanas, que estuvo ubicada allí desde los años 70.
Las torres 1 y 2 se utilizarán para viviendas con financiación privada, mientras que la torre 3 contendrá alrededor de 670 microapartamentos para estudiantes y jóvenes profesionales.  El volumen del proyecto supera los 300 millones de euros.  
Las TrIIIple Towers fueron finalistas del International Highrise Award 2022/23 de la ciudad de Fráncfort del Meno, que se otorga cada dos años a un edificio de gran altura. Los criterios de selección incluyen la sostenibilidad, el diseño exterior y cualidades del interior, así como aspectos sociales y de planificación urbana. Por ejemplo, para enfriar las TrIIIple Towers se utiliza un sistema de refrigeración y calefacción con agua de río que ahorra energía.
Un grupo de compradores de viviendas del complejo critica los altos costes de calefacción y refrigeración y afirma que el suministro a la vecina Austro Tower es ilegal. En dos casos judiciales relacionados, se encontró que los propietarios de los apartamentos tenían razón en primera instancia, y hay una apelación pendiente.

## Edificios
| Nombre    | Altura (m-pies)      | Pisos | Ref.   |
| --------- | -------------------- | ----- | ------ |
| Torre I   | 117 m (383,9 pies)   | 34    | [ 15 ] |
| Torre II  | 108 m (354,3 pies)   | 31    | [ 16 ] |
| Torre III | 120,2 m (394,4 pies) | 35    | [ 17 ] |

## Galería

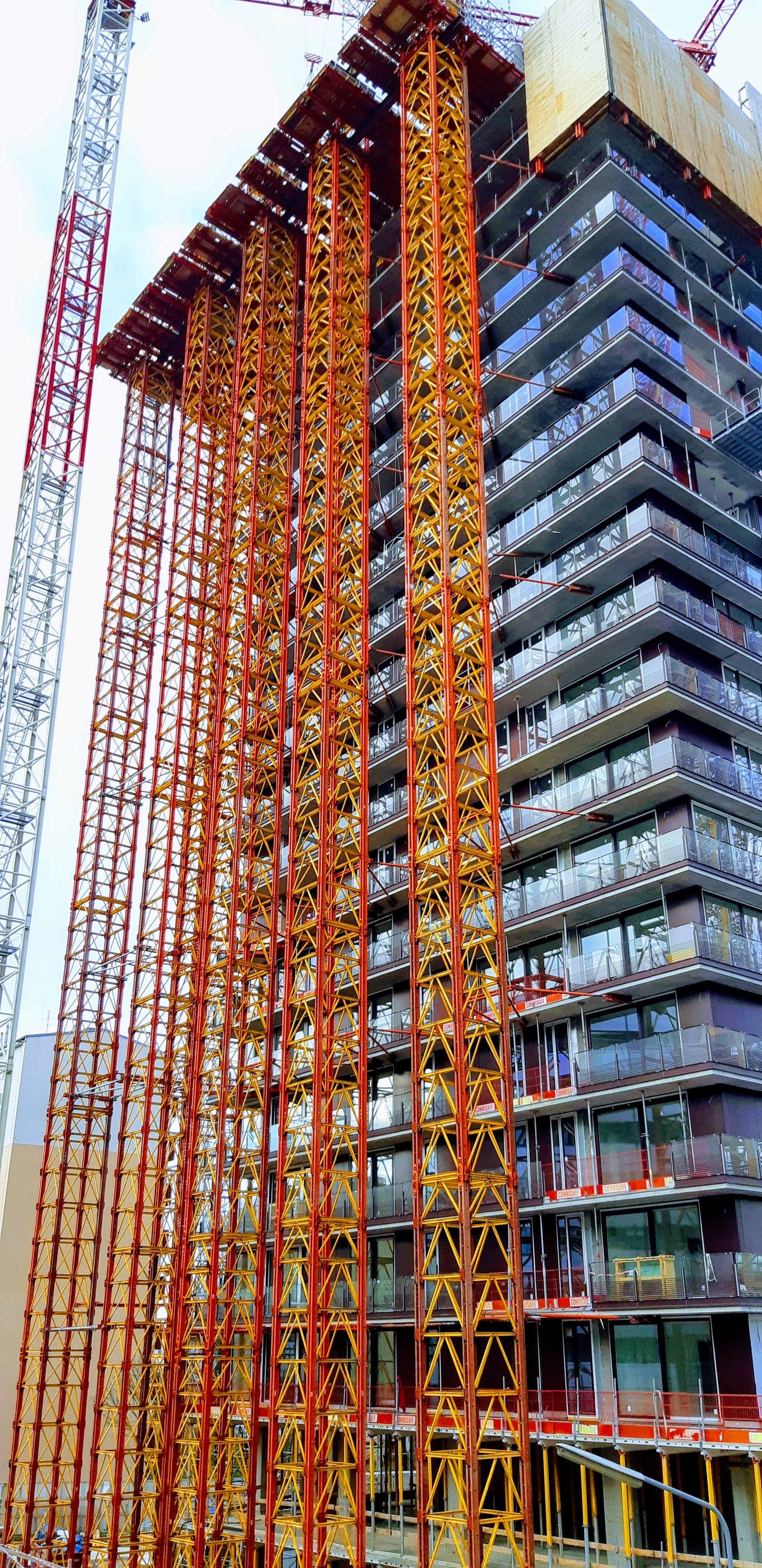
La Torre 1 en construcción en febrero de 2020
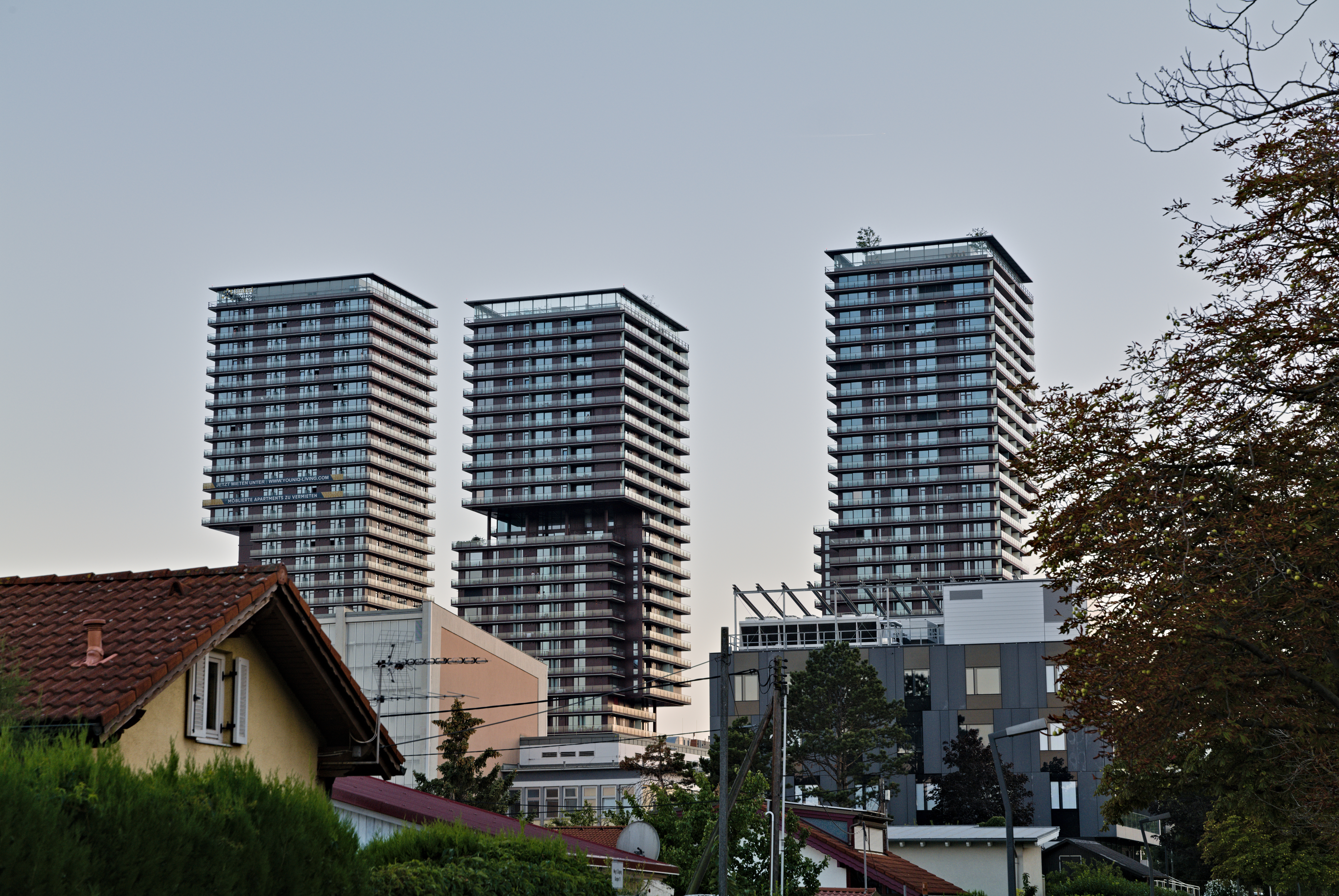
De izquierda a derecha: Torre 1, 2 y 3